# Biosferni rezervat Maja
Biosferni rezervat Maja (špansko Reserva de la Biosfera Maya) je naravni rezervat v Gvatemali, ki ga upravlja Gvatemalski nacionalni svet zavarovanih območij (CONAP). Biosferni rezervat Maya pokriva površino 21.602 km², kar je ena petina celotne površine države.
Park je dom številnih živalskih vrst, vključno z Moreletovim krokodilom (Crocodylus moreletii) in puranom Meleagris ocellata. Prav tako je bogat s rastlinstvom, največ je dreves kot je: kapokovec (Ceiba pentandra), sveto drevo Majev, španska cedra (Cedrela odorata), sapodila (Manilkara zapota), honduraški mahagonij (Swietenia macrophylla), rožnata trobenta (Tabebuia rosea), ramón ali kruhov oreh (Brosimum alicastrum), Platymiscium dimorphandrum, Calophyllum brasiliense, jarumo (Cecropia peltata), copal (Cupania belizensis), cojon (Stemmadenia donnell-smithii), palma Cryosophila argentea in pimentovec (Pimenta dioica). Območje sega od mokrišč do nizkih gorskih verig in ima več vodnih teles, kot so jezera, reke, potoki in cenote.
Rezervat je bil ustanovljen leta 1990, da bi zaščitil največje območje ameriškega tropskega gozda, ki je ostalo severno od Amazonije. Model biosfernega rezervata, ki ga izvaja Unesco, želi spodbujati ravnovesje med človeškimi dejavnostmi in biosfero z vključitvijo trajnostnega gospodarskega razvoja v načrtovanje ohranjanja.

## Človeška dejavnost
Biosferni rezervat Maja je razdeljen na več območij, od katerih ima vsako drugačen status zaščite. Osrednje cone sestavlja več narodnih parkov in biotopov (ohrani divjih živali), v katerih ni dovoljeno naseljevanje ljudi, sečnja ali pridobivanje virov. Ti vključujejo narodni park Laguna del Tigre, narodni park Sierra del Lacandón, narodni park Mirador-Río Azul, narodni park Tikal, biotop El Zotz, biotop Naachtún-Dos Lagunas, biotop Cerro Cahuí, biotop Laguna del Tigre in naravni spomenik El Pilar. Osrednje cone pokrivajo površino 7670 km², kar je 36 % biosfernega rezervata Maja.
V conah večnamenske rabe (8484,40 km²; 40 %) in varovalnem pasu (4975 km²; 24 %), ki obsega južni del rezervata, so dovoljene nekatere regulirane gospodarske dejavnosti. To je trajnostno pridobivanje lesa in tradicionalnih gozdnih proizvodov, ki vključujejo chicle, sok, ki se uporablja pri izdelavi žvečilnih gumijev, xate, okrasno rastlino palme, ki se uporablja v cvetličnih aranžmajih, in piment. Gvatemalska vlada je lokalnim skupnostim podelila koncesije za gozdove, s čimer jim daje pravico do trajnostnega gozdarjenja na določenih območjih za 25 let. Mednarodne nadzorne skupine, kot je Forest Stewardship Council, potrjujejo dejavnosti sečnje kot trajnostne. Leta 2005 je bilo certificiranih 4500 km². V drugih delih območja večnamenske rabe so kmetijske skupnosti dobile pravico do nadaljnjega kmetovanja v tako imenovanih kmetijskih poligonih.

## Arheologija
Biosferni rezervat Maja je dom velike koncentracije starodavnih majevskih mest, od katerih so mnoga v fazi izkopavanja. Tikal je najbolj znan med njimi, saj pritegne približno 120.000 do 180.000 obiskovalcev na leto.
Kotlina Mirador v severnem delu rezervata vsebuje številna med seboj povezana majevska mesta. Projekt vodi Richard Hansen, arheolog na El Miradorju, največjem najdišču, ki izvira iz predklasičnega obdobja Majev. Druga mesta v regiji so El Tintal, Nakbe in Wakna.
Leta 2018 so arheologi s pomočjo tehnologije, imenovane 'lidar', v severni Gvatemali odkrili 60.000 neoznačenih struktur. Projekt je bil kartografiran v bližini biosfernega rezervata Maja. Za razliko od prejšnjih predpostavk arheologi zaradi novih ugotovitev verjamejo, da je severno Gvatemalo v poznem klasičnem obdobju od 650 do 800 našega štetja naseljevalo 7-11 milijonov Majev. Tehnologija Lidar je digitalno odstranila drevesne krošnje, da bi razkrila starodavne ostanke in pokazala, da so majevska mesta, kot je Tikal, večja, kot se je prej mislilo. Zaradi Lidarja so bile odkopane hiše, palače, dvignjene ceste in obrambne utrdbe. Po mnenju arheologa Stephena Houstona je to presenetljivo odkritje v več kot 150 letih majevske arheologije.

## Okoljske grožnje
Ekosistemi v biosfernem rezervatu Maja se soočajo s številnimi grožnjami zaradi človekovih dejavnosti, vključno z nezakonito sečnjo, kmetovanjem in živinorejo na zaščitenih območjih, pa tudi s trgovino z mamili, divjim lovom in plenjenjem majevskih artefaktov. Po podatkih neprofitne organizacije Rainforest Alliance, ki ima več projektov za razvoj skupnosti v regiji, se je gozdna površina rezervata v zadnjih 21 letih zmanjšala za 13 odstotkov. Od leta 2000 so nezakonite govedoreje očistile okoli 8 odstotkov rezervata. Nekaj najbolj ekstremnega krčenja gozdov je bilo v narodnih parkih Laguna del Tigre in Sierra del Lancandon. Analiza posnetkov iz zraka v narodnem parku Laguna del Tigre leta 2020 je na 87 % posnetkov našla dokaze o obsežni govedoreji. Vlada je v 1960-ih spodbujala velike ranče, od okoli leta 2002 pa so narkotiki prali denar z nakupom zemlje in goveda ter prodajo mesa za denar, za katerega ni mogoče izslediti dejavnosti drog. Campesinos (mali kmetje) imajo manjše parcele in se nagibajo k pridelovanju živilskih pridelkov in pašnikov, medtem ko prekupčevalci z drogami očistijo na desetine hektarjev, ki so pravokotne oblike, imajo dolge ravne črte in se lahko vidijo sledi traktorskih pnevmatik.